# Sud-Central des États-Unis

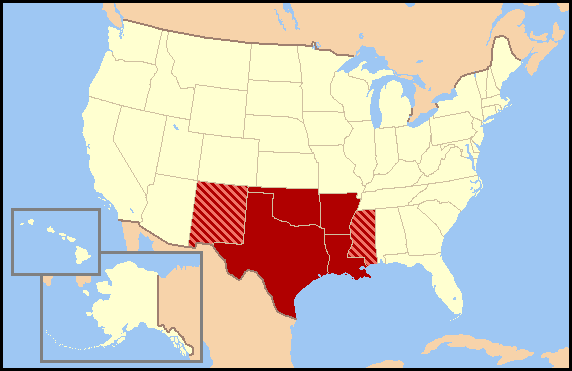
La définition du Sud-Central américain dépend des sources. Les États représentés en rouge foncé font partie de cette région alors que les États hachurés ne sont pas toujours retenus.

Le Sud-Central est une région des États-Unis située dans la partie méridionale du centre du pays. Il est considéré comme un sous-ensemble du Sud des États-Unis et fait également partie de la région de la Sun Belt, réputée pour son climat ensoleillé ainsi que pour son dynamisme démographique et économique. Historiquement, il est parfois rattaché à l'Ouest américain.
Le Sud-Central est constitué des États de l'Arkansas, de la Louisiane, de l'Oklahoma et du Texas selon la définition du Bureau de recensement américain. On y adjoint parfois les États du Kansas, du Mississippi, du Missouri et du Nouveau-Mexique. 

## Géographie

### Généralités
Le Texas est l'État le plus vaste et le plus peuplé du Sud-Central américain. Il concentre les plus grandes villes : Houston est la quatrième ville des États-Unis, Austin la huitième et San Antonio la dixième. En dehors du Texas, les principales agglomérations sont celles d'Oklahoma City et de La Nouvelle-Orléans.
Dans sa définition la plus large, le Sud-Central regroupe environ 43 millions d'Américains, soit un Américain sur huit.

### Relief

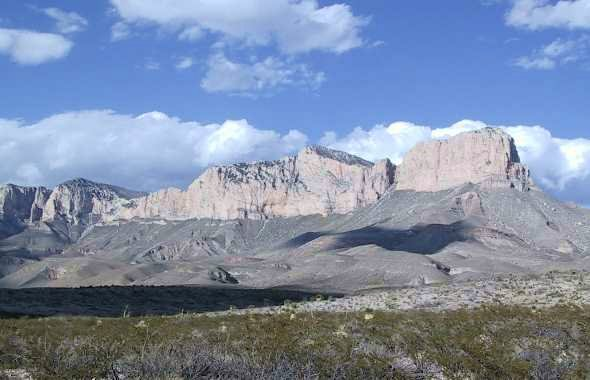
Guadalupe Peak (Texas).

Le Sud-Central américain est région généralement peu élevée où les altitudes dépassent rarement les 1000 mètres excepté dans la partie occidentale. À l'est, les principales montagnes sont les Monts Ozark (780 mètres) les Ouachita, les Arbuckle, les Wichita. Les Monts Ozark et les Montagnes Ouachita représentent les seules montagnes entre les Appalaches et les Rocheuses. La Louisiane et le Sud du Texas sont une plaine côtière et s'ouvrent sur le golfe du Mexique. Les côtes y sont basses et découpées par des baies et des estuaires. Elles sont bordées par plusieurs grandes îles. Les paysages sont relativement plats ou légèrement vallonnés, favorables aux activités humaines. Le centre du Texas et de l'Oklahoma est formé de plateaux et de hautes plaines, bordés par des escarpements (escarpement de Balcones, escarpement de Caprock) ; cette zone représente une zone de transition entre les Grandes Plaines et les plaines côtières. Le plateau d'Edwards offre un relief karstique et se rattache aux Grandes Plaines. La Llano Estacado est considérée comme l'une des plus grandes mesas d'Amérique du Nord. Le Panhandle est formé de hautes plaines et de plateaux disséqués par des gorges. Le canyon de Palo Duro est le deuxième des États-Unis par ses dimensions, après celui du Colorado. Le Guadalupe Peak dans l'Ouest du Texas (2 667 m) est le point culminant de la région, si l'on ne prend pas en compte le Nouveau-Mexique. Cette région est un ensemble complexe de chaînes de montagne, de plateaux et de fossés d’effondrement arides ou semi-arides.

### Climat
Les climats de la région varient du subtropical dans le Sud de la Louisiane au climat aride dans le désert de Chihuahua.

Graphique climatique de Houston.
Graphique climatique de Dallas.
graphique climatique d'El Paso.

### Hydrologie
Les principaux cours d'eau du Sud-Central américain sont le Mississippi et le Rio Grande, ainsi que leurs affluents. Ces deux fleuves se jettent dans le golfe du Mexique.

## Histoire

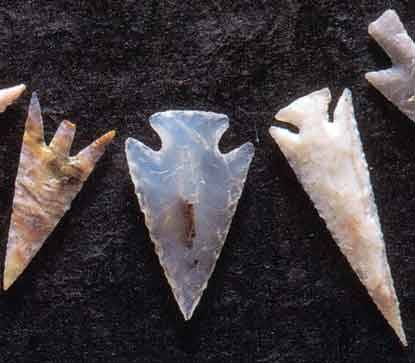
Flèches amérindiennes retrouvées au Monument National d'Alibates Flint (Texas).

Les Paléoindiens qui vivaient à la fin du Pléistocène (vers 9200 – 6000 av. J.-C.) peuvent être rattachés aux cultures Clovis et Folsom : ces nomades chassaient les grands mammifères aujourd'hui disparus tels que les mammouths et les bisons à longues cornes au moyen de flèches et d'atlatls. Ils se fournissaient en silex sur le site d'Alibates Flint au nord du Texas. 
Le changement climatique qui marqua le début de la période archaïque (vers 6000 av. J.-C. – vers 700 apr. J.-C.), fut marqué par l'extinction des mammifères géants, par une relative croissance démographique à partir du IIIe millénaire av. J.-C. et par l'apparition des premiers échanges. De nombreux pictogrammes dessinés sur les parois des grottes ou sur des rochers sont visibles.
Certains groupes vivant à l’est du Texas commencèrent à se sédentariser dans les premiers siècles de l'ère chrétienne, à pratiquer l’agriculture et à ériger les premiers tertres funéraires. Cette phase montre l’influence des civilisations qui s’épanouirent dans le bassin du Mississippi comme les Mound Builders. 
À partir du VIIIe siècle environ, l'arc et la flèche firent leur apparition au Texas, la fabrication de poteries se développa et les Amérindiens dépendirent de plus en plus du bison pour leur survie. Des objets en obsidienne retrouvés dans les divers sites témoignent des échanges avec le Mexique actuel et les Montagnes Rocheuses.